# Lasioglossum edessae
Lasioglossum edessae är en biart som beskrevs av Ebmer 1974. Lasioglossum edessae ingår i släktet smalbin, och familjen vägbin. Inga underarter finns listade i Catalogue of Life.